# Caleb Furst
Caleb Martin Furst (Fort Wayne, 18 maggio 2002) è un cestista statunitense.

## Carriera

### Nazionale
Con la nazionale Under-19 statunitense ha vinto i Mondiali di categoria del 2021.

## Statistiche

### College
| Anno      | Squadra             | PG  | PT | MP   | TC%  | 3P%  | TL%  | RP  | AP  | PRP | SP  | PP  |
| --------- | ------------------- | --- | -- | ---- | ---- | ---- | ---- | --- | --- | --- | --- | --- |
| 2021-2022 | Purdue Boilermakers | 34  | 12 | 14,6 | 54,3 | 42,3 | 71,7 | 3,2 | 0,4 | 0,2 | 0,2 | 4,1 |
| 2022-2023 | Purdue Boilermakers | 35  | 21 | 18,4 | 51,3 | 26,8 | 59,2 | 4,6 | 0,7 | 0,4 | 0,3 | 5,5 |
| 2023-2024 | Purdue Boilermakers | 36  | 0  | 9,0  | 44,1 | 27,3 | 67,6 | 2,4 | 0,6 | 0,2 | 0,2 | 2,2 |
| 2024-2025 | Purdue Boilermakers | 36  | 23 | 18,4 | 54,5 | -    | 64,6 | 3,5 | 0,4 | 0,6 | 0,2 | 4,1 |
| Carriera  | Carriera            | 141 | 56 | 15,1 | 52,2 | 32,1 | 65,4 | 3,4 | 0,5 | 0,3 | 0,2 | 4,0 |